# Перехідний процес
Перехідни́й проце́с (англ. transient process, нім. Übergangsvorgang m, Übergangsprozess m) — процес зміни в часі координат динамічної системи, який виникає при переході від одного усталеного режиму роботи до іншого. У динамічній системі П.п. виникає під впливом збурювальних діянь, які змінюють їх стан, структуру або параметри, та внаслідок ненульових початкових умов. Залежно від характеру розрізняють такі перехідні процеси:
- коливальний (1),
- слабкоколивальний (2),
- неколивальний (4).

Крім того, розрізняють ще й монотонні коливальні (3) та немонотонні коливальні (1) перехідні процеси.

## Характеристики
Найважливіші характеристики перехідних процесів перехідної функції (реакції системи на одиничне збурення)

### Перерегулювання
Показує максимальне відхилення вихідного сигналу системи по амплітуді по відношенню до сталого значення. Чим більше перерегулювання, тим більше система схильна до коливань.

### Ступінь затухань перехідного процесу
Ступінь затухань перехідного процесу - відношення амплітуд двох перерегулювання (послідовних коливань одного знаку). Чисельником є амплітуда першого коливання. Ступінь затухань показує у скільки разів зменшується амплітуда другого коливання порівняно з першим.

### Логарифмічний декремент коливання
Логарифмічний декремент коливання - натуральний логарифм відношення амплітуд двох сусідніх перерегулювань. Зворотна йому величина показує, за яке число коливань їх амплітуда зменшується в е - раз (e - основа натуральних логарифмів).

### Час перехідного процесу
Час, необхідний вихідному сигналу системи для того, щоб наблизитися до свого сталого значення. Зазвичай межа такого наближення становить 1-10% від кінцевого значення.

### Коливальність
Характеризує схильність системи до коливань і визначається як модуль відношення амплітуди другого коливання до амплітуди першого коливання помножене на 100%.

### Встановлена помилка
Встановлена помилка системи - різниця між передбачуваним і реальним значенням вихідного сигналу при часі, що прагне до нескінченності. В ідеальних астатичних системах встановлена помилка дорівнює нулю.